# Charles II de Lalaing
Charles II de Lalaing (né vers 1506 et mort le 22 novembre 1558), deuxième comte de Lalaing, baron d'Escornaix et de Montigny, seigneur de Bracle, Saint-Aubin et autres lieux, exerça la charge de gouverneur d'Audenarde et de grand bailli du Hainaut de 1537 à 1549.

## Biographie
Fils de Charles Ier, comte de Lalaing, gouverneur d'Audenarde, et petit-fils de Josse de Lalaing (†1483), il est d'abord destiné à devenir évêque du diocèse de Coria (actuellement Coria-Cacéres) en Estrémadure. Bien que désigné évêque par Charles Quint, il renonce à ses fonctions ecclésiastiques sans avoir été consacré, à la suite de la mort de ses frères. Il sera remplacé en 1529 par un autre Bourguignon, Guillaume de Vandenesse.
Il exerça ensuite la charge de bailli du Hainaut puis devint gouverneur général et capitaine du Hainaut et du Cambrésis à la suite du décès du duc Philippe d'Aerschot en avril 1549.
Il fut marié à Marguerite de Croÿ-Chimay († le 11 juillet 1540), dont il eut Philippe, comte de Lalaing, puis à Marie de Montmorency-« Nivelle » ( † 5 février 1570), dont il eut deux fils, Hugues et Emmanuel de Lalaing. Une fois devenue veuve, cette dernière fit en 1560 l'acquisition du château de Nicolas d'Avesnes à Condé-sur-l'Escaut avant de se marier en 1562 avec Pierre-Ernest Ier de Mansfeld.
Il fut armé chevalier de l'Ordre de la Toison d'or en 1531, à Tournai. En 1543, il fut couvert de gloire à la bataille de Sittard où il servit à la tête de la cavalerie légère. En 1552, durant les guerres de Picardie, il s'empare des villes de Vervins et de Bohain.
Ambassadeur en Angleterre en 1553, il fut chargé de négocier le mariage de Philippe II (1527-1598) qui épousera en 1554, sa cousine, la reine Marie Ire d'Angleterre (1516-1558).
En 1556, il conclut à Vaucelles une trêve de cinq ans avec Gaspard II de Coligny amiral de France, ambassadeur du roi Henri II. Il prit part à la sanglante bataille de Saint-Quentin en 1557.

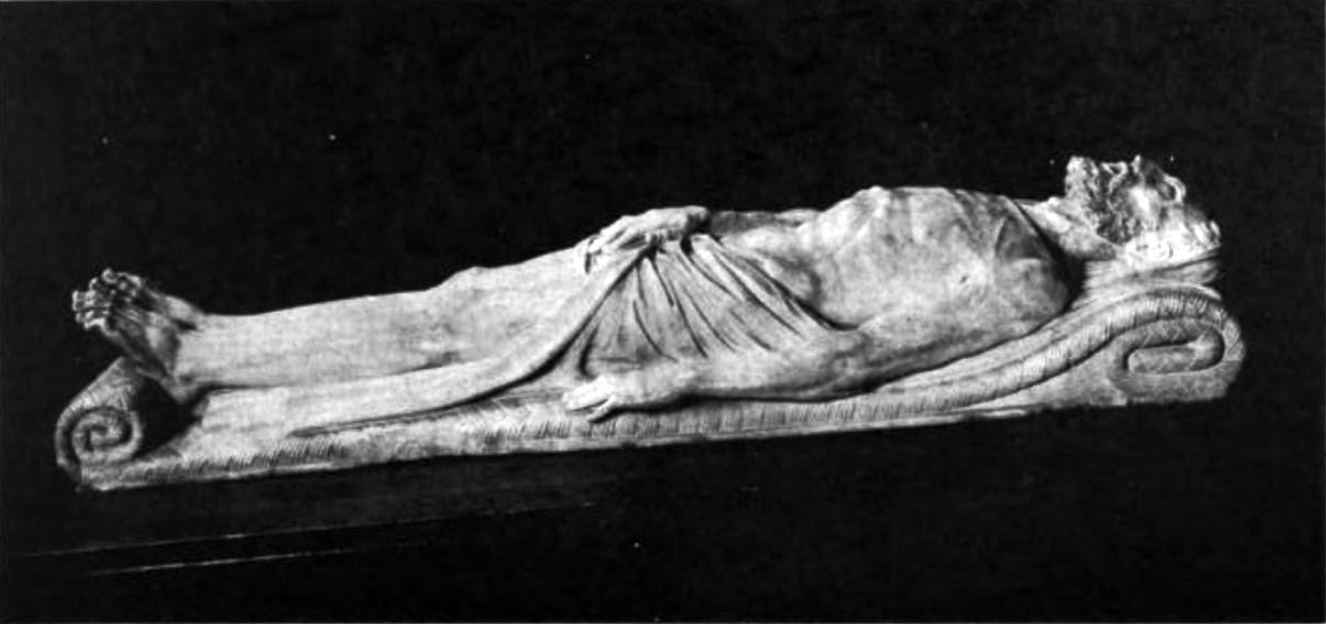
Gisant de Charles II de Lalaing, conservé au musée de Douai

Il décède à Bruxelles le 22 novembre 1558 et il est enterré à l'église Sainte-Aldegonde de Lallaing,. Son tombeau est détruit pendant la révolution française mais la sculpture qui le représente, attribuée par Pierre-Joseph Guilmot à Jean Bologne, est conservée au musée de Douai.